# Yuka (ラジオパーソナリティ)
yuka（ゆか、1987年11月12日 - ）は、日本のラジオパーソナリティ、イベント司会者。北海道小樽市出身。幼少期は函館で過ごす。FM NORTH WAVE所属。

## 人物・来歴
北星学園大学短期大学部英文学科卒業。在学中に語学留学を経験するなど海外やその音楽に興味を持つ。
在学中にテレビ北海道の番組『遊びなDJ』でレポーターとして活動するものの、就職を機に卒業。一旦就職するものの、番組のメインMCだったGUCHYに誘われ2009年にラジオの道へ。
ラジオ制作ADやアシスタントDJとして学び、2012年、ADとしての仕事は継続しつつ、北海道の音楽フェスライジング・サン・ロックフェスティバルの番組『RISING SUN ROCK FM』でDJデビュー。当初はDJカツノリと2人体制。そこから、ラジオパーソナリティーの他、イベント司会者など多方面で活動するようになる。
音楽をこよなく愛し、番組では選曲も担当。単身FUJI ROCK FESTIVALに行ったりライブ遠征をしたりとライブ好き。自身の番組独自のライブイベントも行う。餃子、肉、うどん、高校野球好きで、番組で語ることが多い。紅茶コーディネーター、カラーセラピストの資格を持つ。カフェ巡りを趣味の一つとしている。
2019年に第一子を出産。現在は夏にRISING SUN ROCK FM、それ以外は中継として登場することもある
2024年12月から、土曜の7時30分から子育て応援番組「すくちあ」放送開始。
2025年4月の改編で新番組「Glow Cross from north」がスタート。月曜火曜を担当。

## 担当番組
- Seeds Square（2012年10月 - 2013年3月、金曜日 9:00 - ）
- PRIME MUSIC（2013年4月 - 、月曜日 - 木曜日 15:30 - 15:50）
- RockTube（2013年9月 - 、火曜日 23:30 - 24:00）
- チアラジ!〜CheersRadio〜（2014年1月 - 3月、月曜日 - 木曜日 12:00 - 15:00）
- Magic Friday:-)（2014年4月 - 2018年12月、金曜日 12:00 - 15:30）
- RISING SUN ROCK FM（毎年4月 - 9月、土曜日 20:00 - 21:00）